# 豊橋市立松山小学校
豊橋市立松山小学校（とよはししりつ まつやましょうがっこう）は、愛知県豊橋市西松山町42にある公立小学校。

## 歴史

### 年表
- 1912年（明治45年）4月1日 - 豊橋市立狭間小学校から分離して豊橋市立松山小学校が開校。
- 1949年（昭和24年）12月 - 狭間小学校が松山小学校に統合。
- 1995年（平成7年）4月1日 - 松山小学校の学区の一部を分離して豊橋市立つつじが丘小学校が開校。

### 戦前
1888年（明治21年）9月1日には官営鉄道（現在の東海道本線）の駅として、豊橋市街地の南西端に豊橋駅が開業した。明治期後半には豊橋駅周辺の市街地化が進み、1909年（明治42年）には豊橋市立狭間小学校が開校。同時期には大日本帝国軍第15師団が設置されたり、義務教育年限が延長されたこともあり、狭間小学校の児童数は爆発的な増え方を見せた。
1912年（明治45年）には狭間小学校から分離して、木造2階建て校舎を新築して松山小学校が開校した。開校時の児童数は507人。1936年（昭和11年）には鉄筋コンクリート造3階建ての新校舎が竣工した。同年には所在地の地名が花田町間田から西小田原町に変更された。1937年（昭和12年）には地元住民からの寄付により、豊橋市の小学校で初めてプールが竣工した。1942年（昭和17年）には銅製の二宮金次郎像が金属供出された。1943年（昭和18年）以後には豊橋市街地からの学童疎開が盛んになり児童数が減少した。

### 戦後
1945年（昭和20年）6月19日の豊橋空襲では豊橋市街地の大部分が焼失した。松山小学校でも木造2階建て校舎が焼失し、鉄筋コンクリート造3階建て校舎は残ったが、窓枠には戦時中の機銃掃射の跡が1990年の解体まで残されていた。戦後の1949年（昭和24年）12月末には、豊橋空襲で甚大な被害を受けていた狭間小学校が松山小学校に統合された。松山小学校の校舎が増築され、狭間小学校全480人の児童が松山小学校に移った。1950年（昭和25年）に制定された新校章は、松山小学校と狭間小学校の校章を組み合わせたものである。
戦後復興でベビーブームが起こると、松山小学校の児童数は著しい伸び方を見せ、1957年（昭和32年）には1750人に達している。1956年（昭和31年）には鉄筋コンクリート造3階建の校舎が増築された。1958年（昭和33年）には所在地の地名が西小田原町から西松山町に変更された。1965年（昭和40年）には2代目プールが竣工した。
昭和40年代以降にはドーナツ化現象や少子化の影響で徐々に児童数が減少し、1967年（昭和42年）には1027人、1977年（昭和52年）には849人、1987年（昭和62年）には553人となっている。1990年（平成2年）には鉄筋コンクリート造3階建ての校舎やプールを解体し、1991年（平成3年）には鉄筋コンクリート造4階建ての新校舎が竣工した。校舎の屋上部分にプールを有する現代的な設計であり、別棟に体育館や市民館が入っている。1992年（平成4年）には創立80周年記念事業ならびに新校舎竣工記念式典を開催している。
1995年（平成7年）には松山小学校の学区の一部を分離して豊橋市立つつじが丘小学校が開校している。2005年度（平成17年度）の学級数は12学級であり児童数は291人だった。

## 出身著名人
- 近藤恒次 - 教育者・郷土史家。